# Aix-en-Provence
Aix hay Aix-en-Provence là một xã ở tỉnh Bouches-du-Rhône, thuộc vùng Provence-Alpes-Côte d'Azur ở miền nam nước Pháp.

## Thành phố kết nghĩa
- Ashkelon, Israel
- Bath, Vương quốc Anh
- Carthage, Tunisia
- Coimbra, Bồ Đào Nha
- Granada, Tây Ban Nha
- Perugia, Ý
- Tübingen, Đức

## Hình ảnh

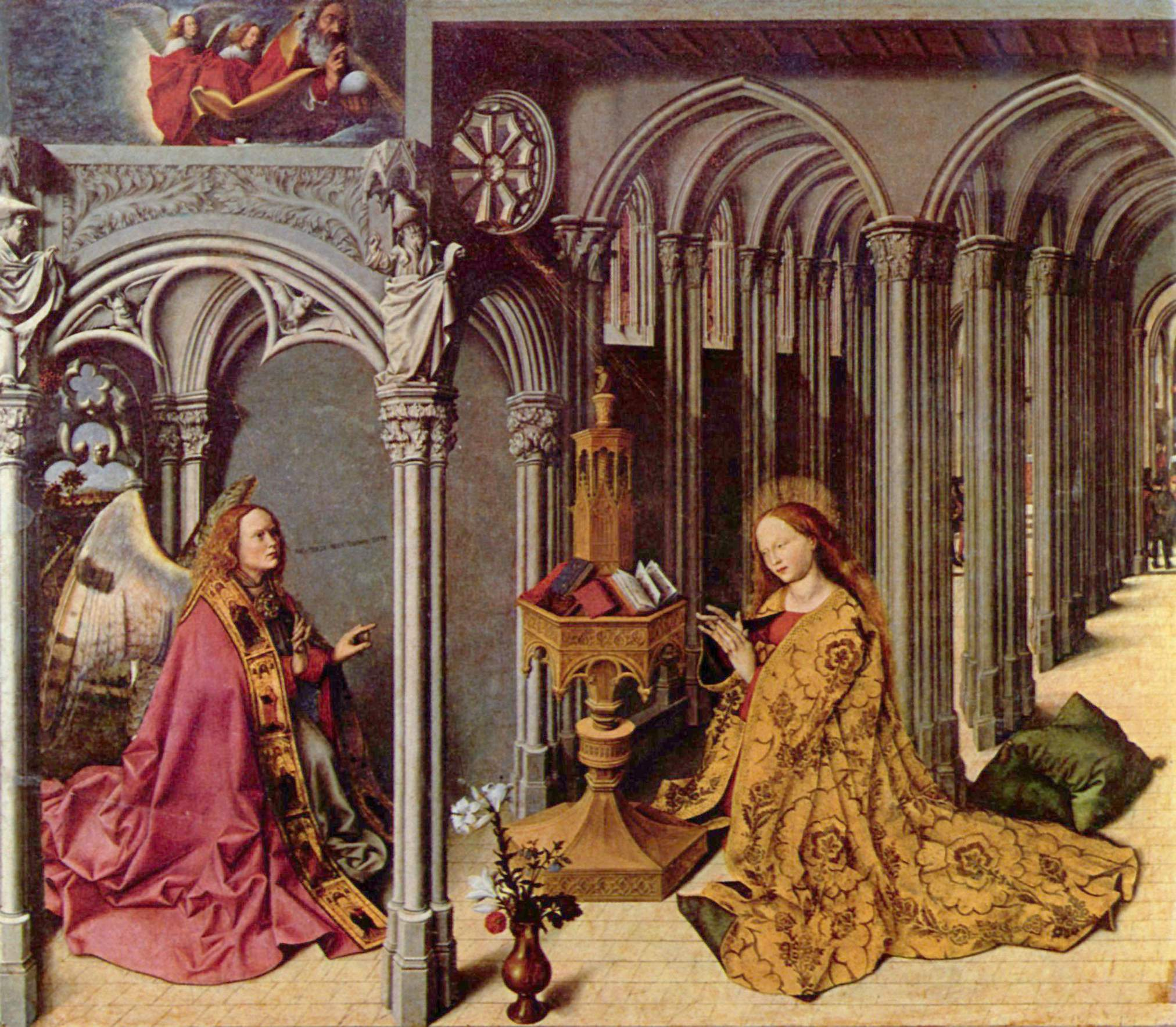
Altarpiece by Barthélemy d'Eyck
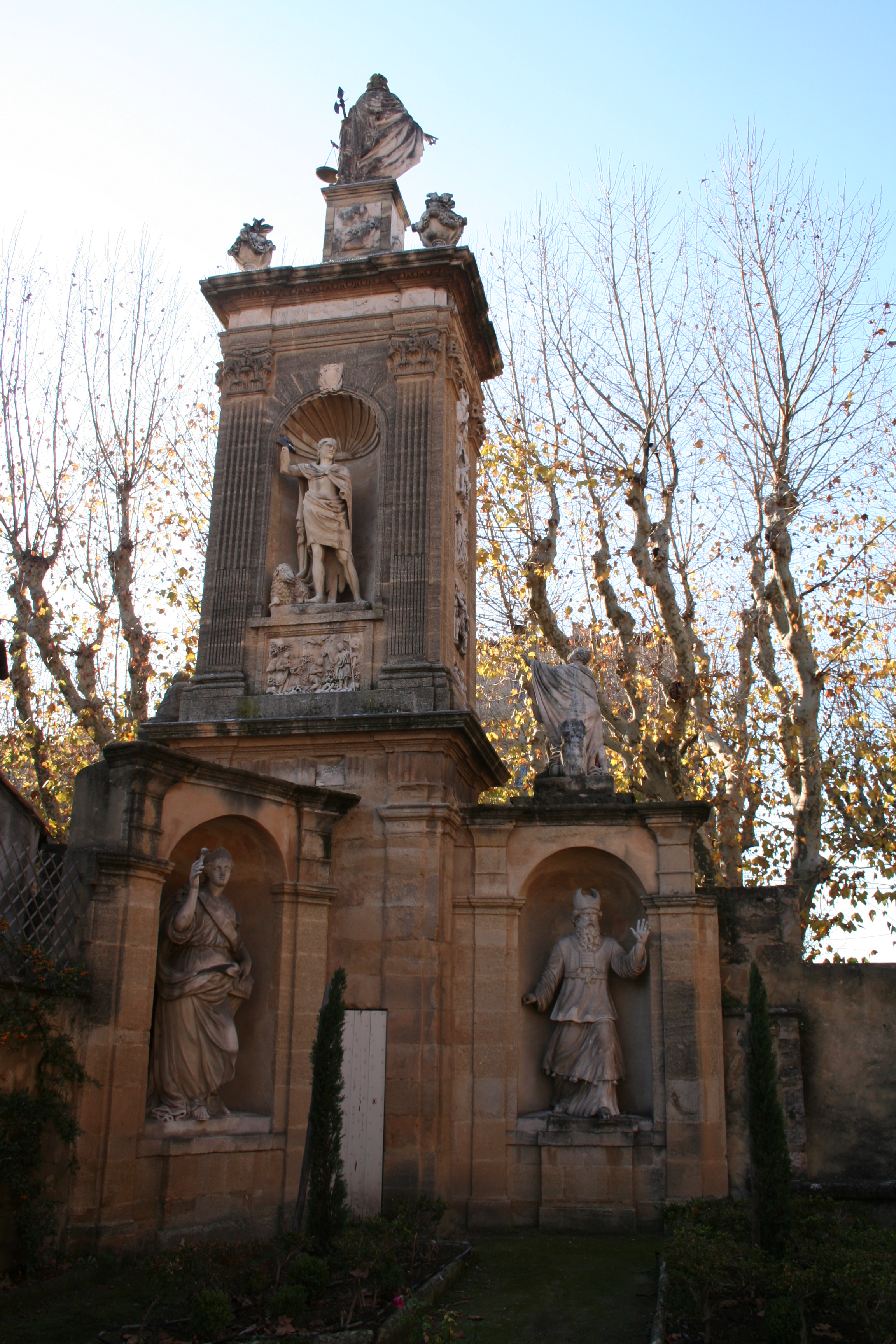
Joseph Sec Mausoleum in revolutionary style
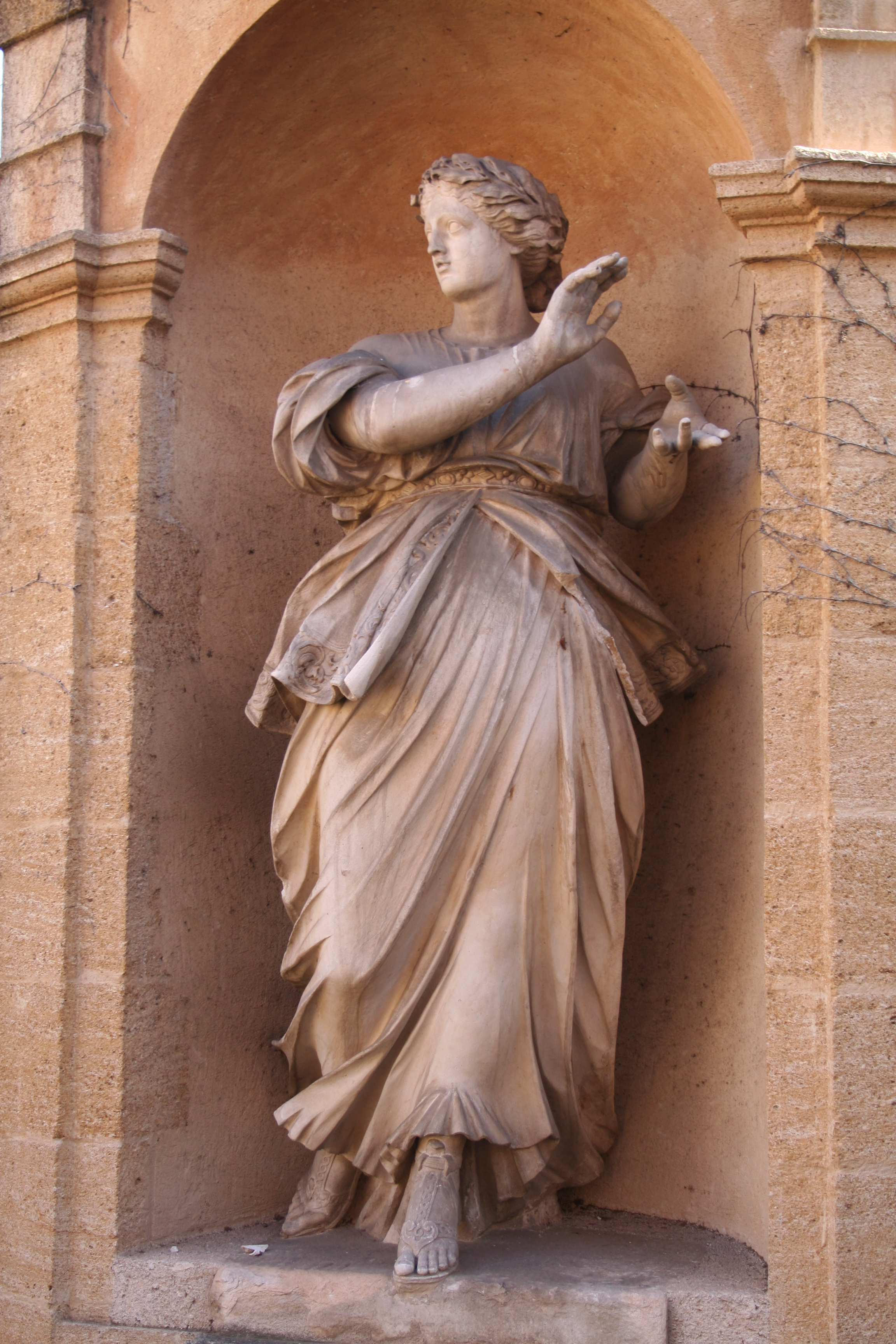
Detail of Mausoleum
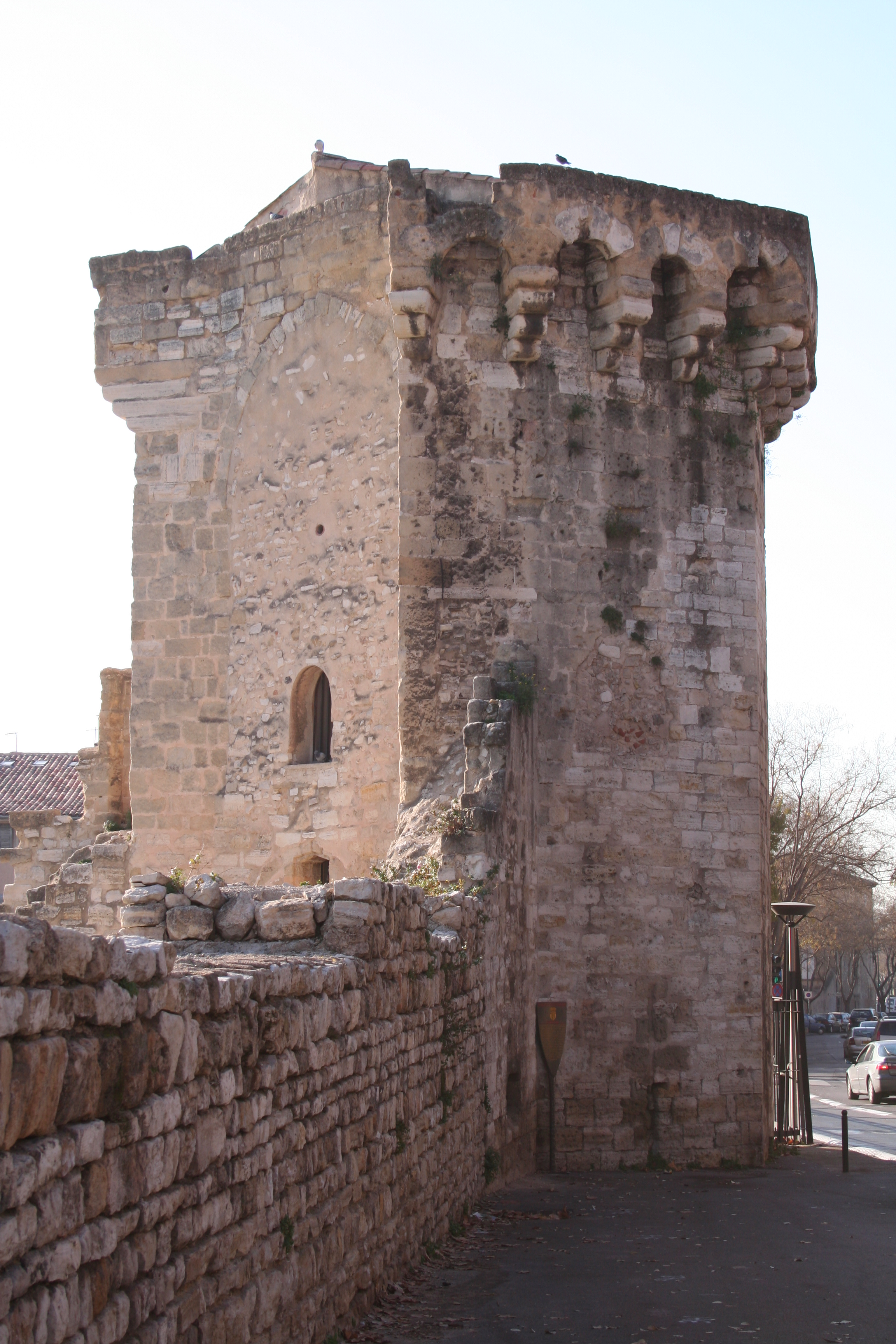
Medieval town wall near Roman baths
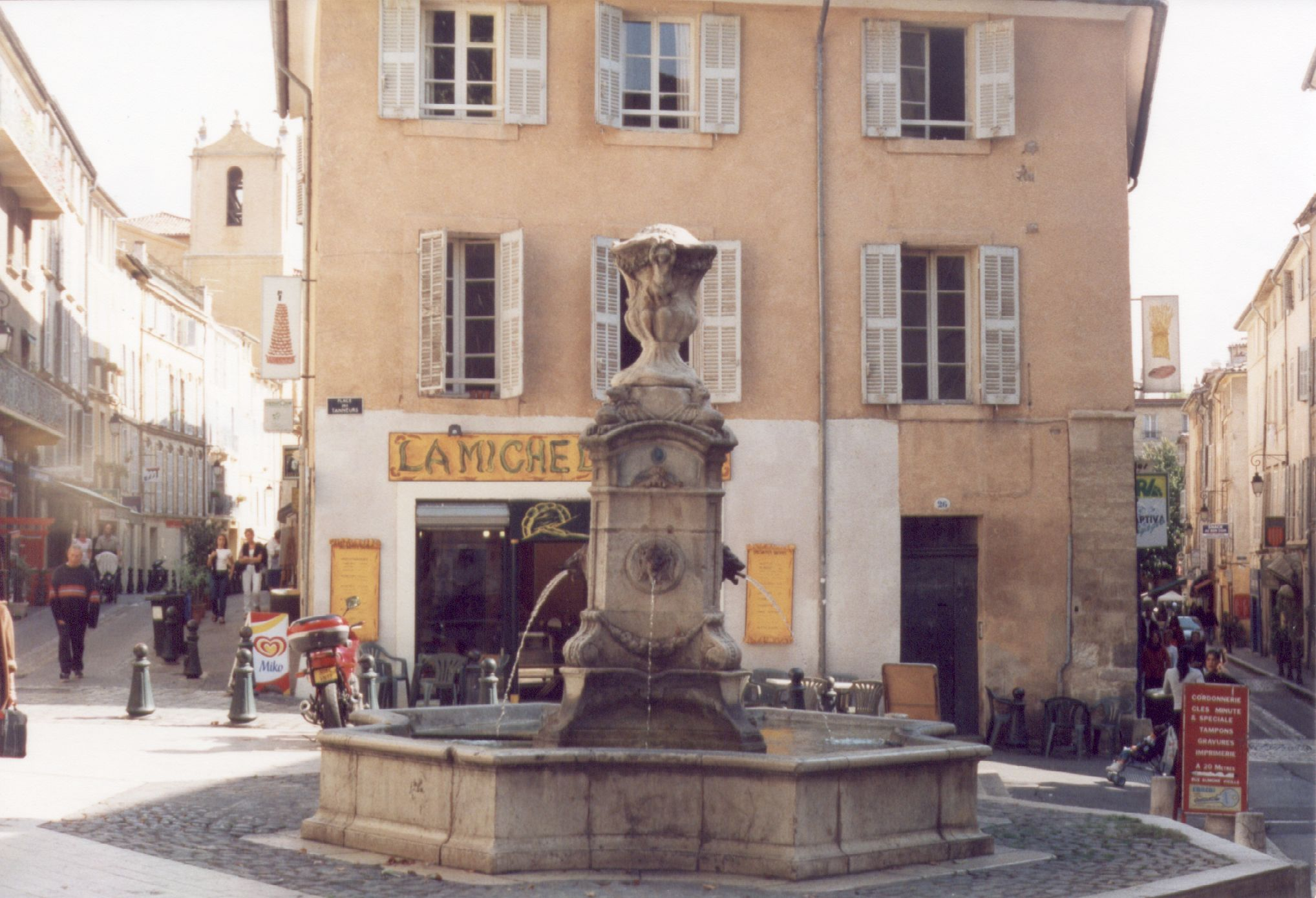
Place des Tanneurs
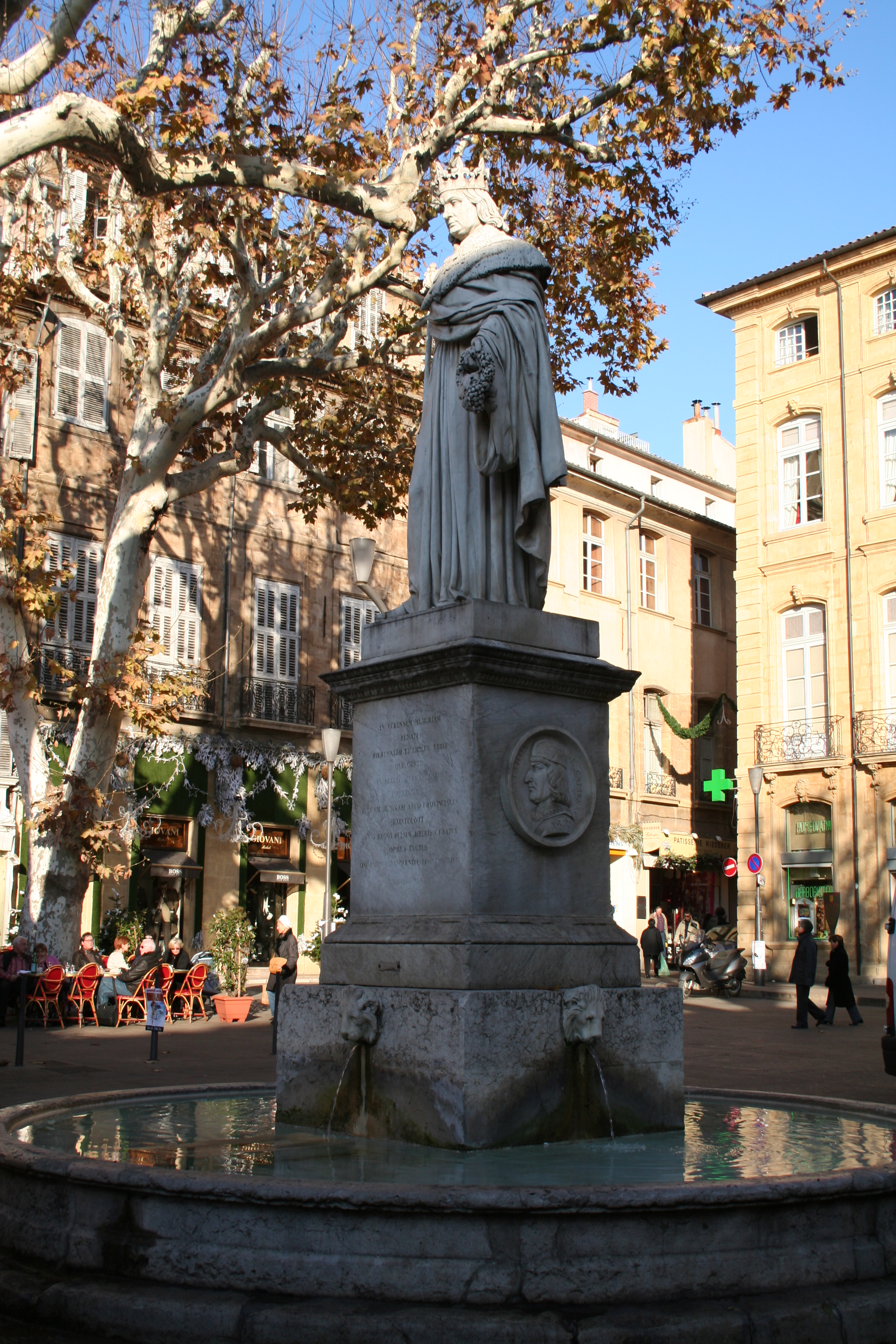
Statue of le Roi René
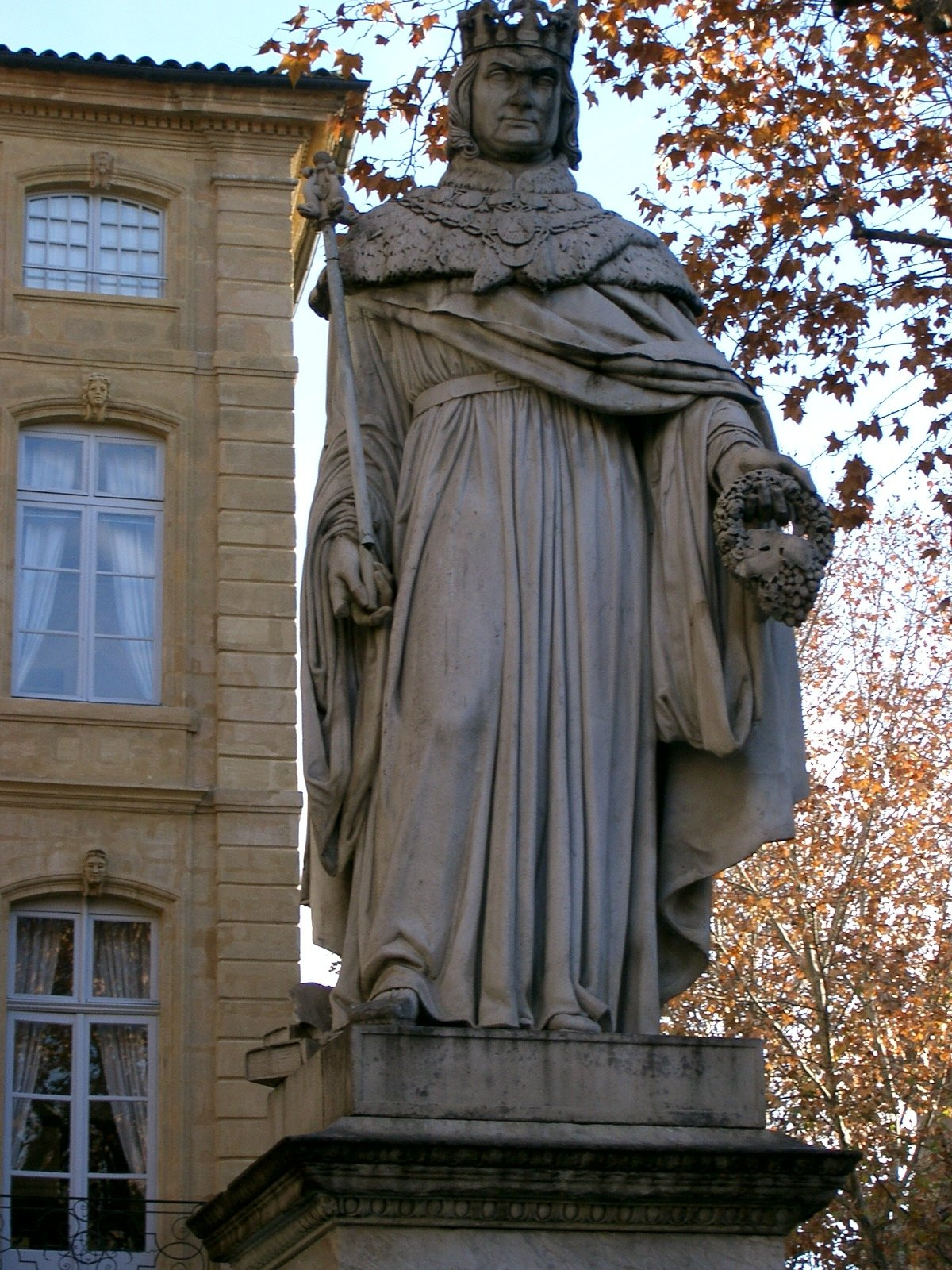
Detail of le Roi René
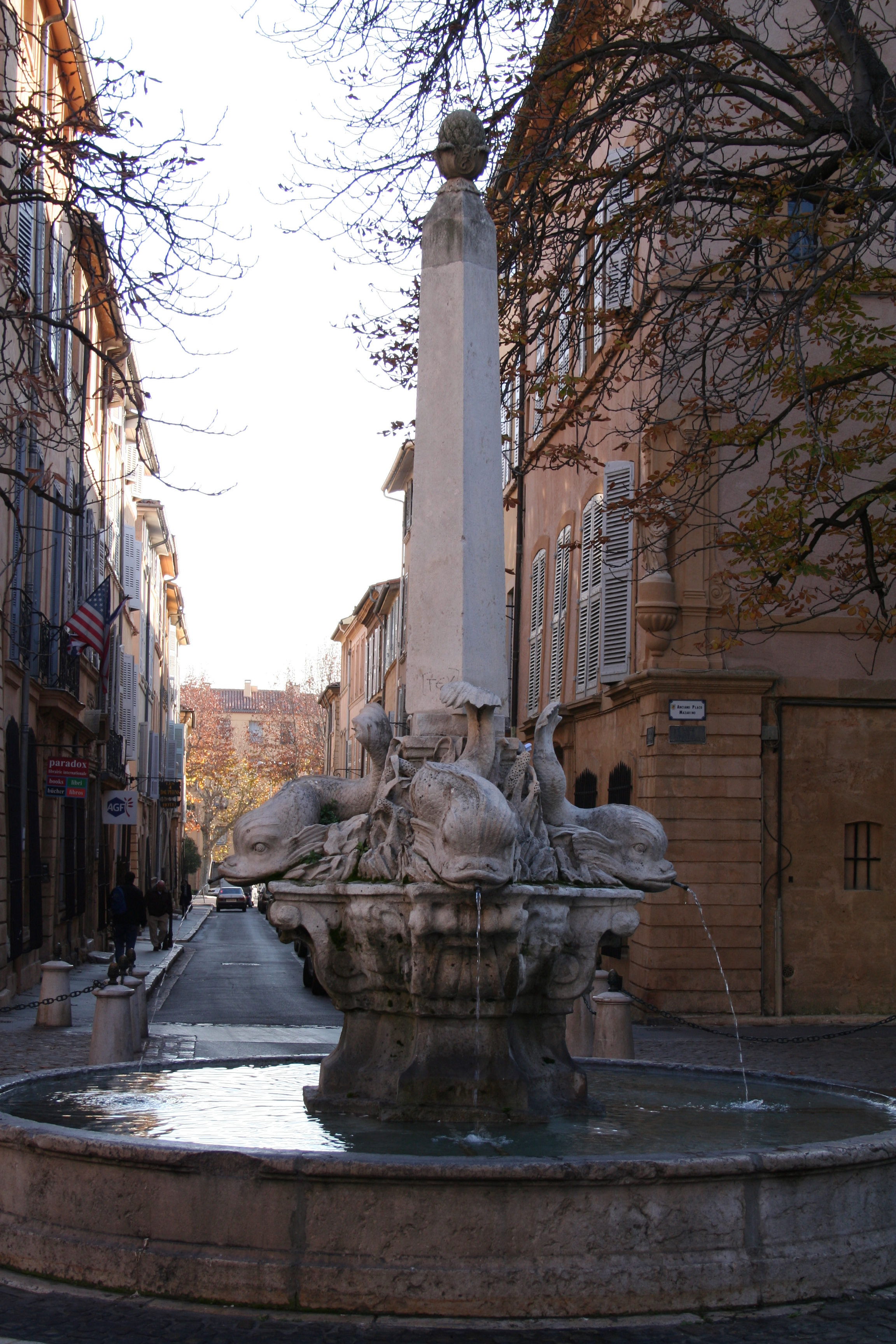
Place des Quatre Dauphins, towards boulevard exterieur
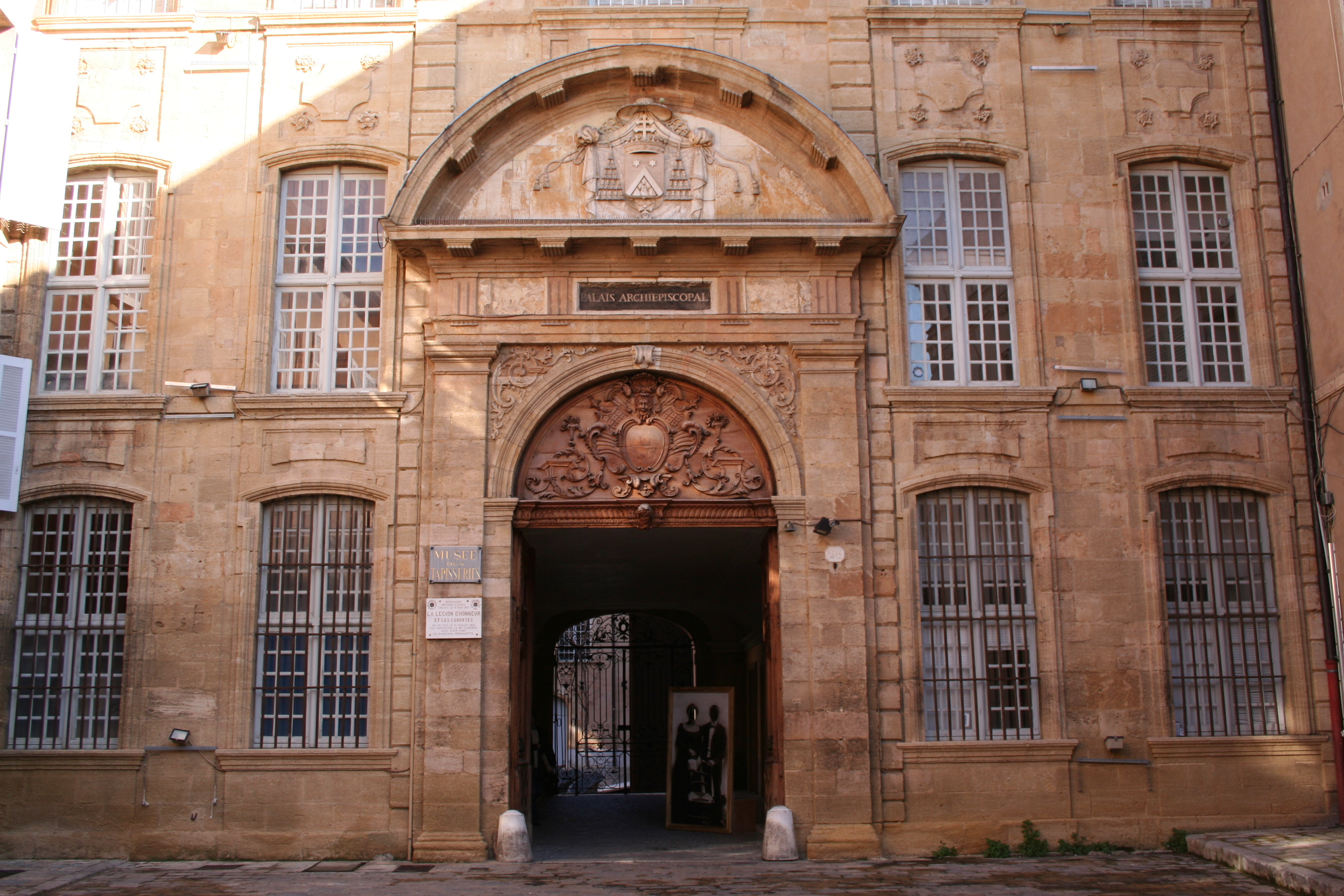
The archbishop's palace, opera house and tapestry museum
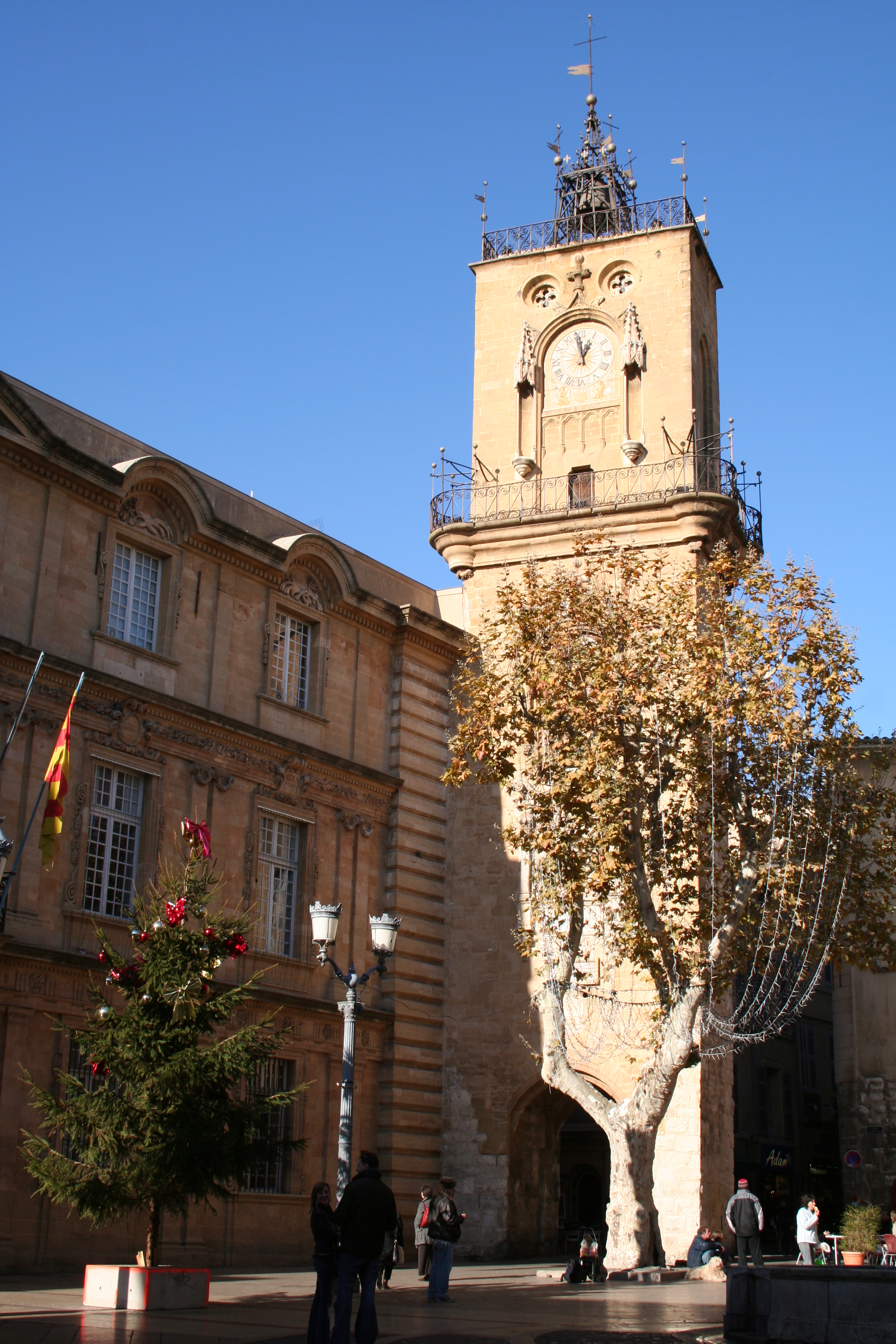
Clock tower, Hotel de Ville
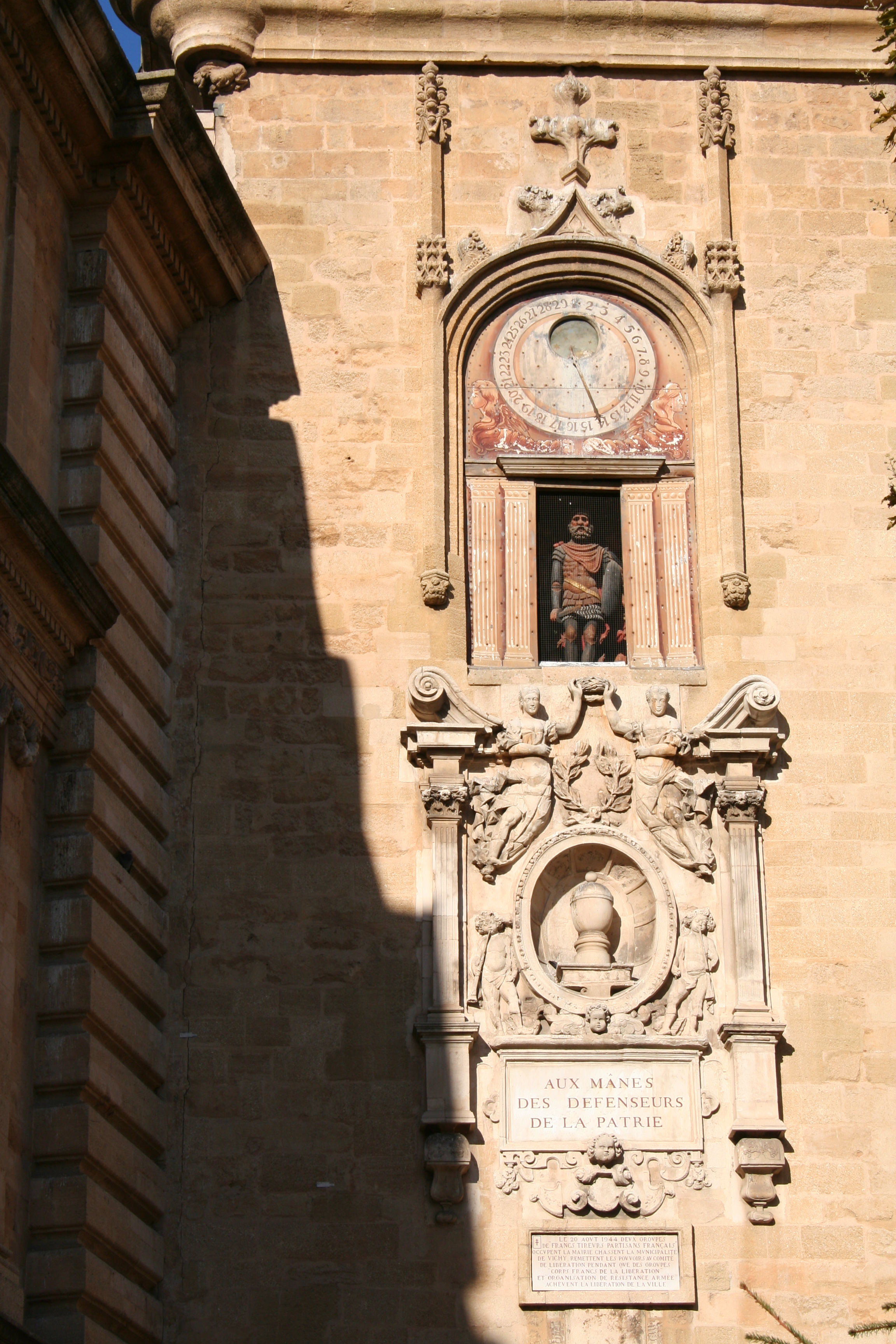
Detail of mechanical clock
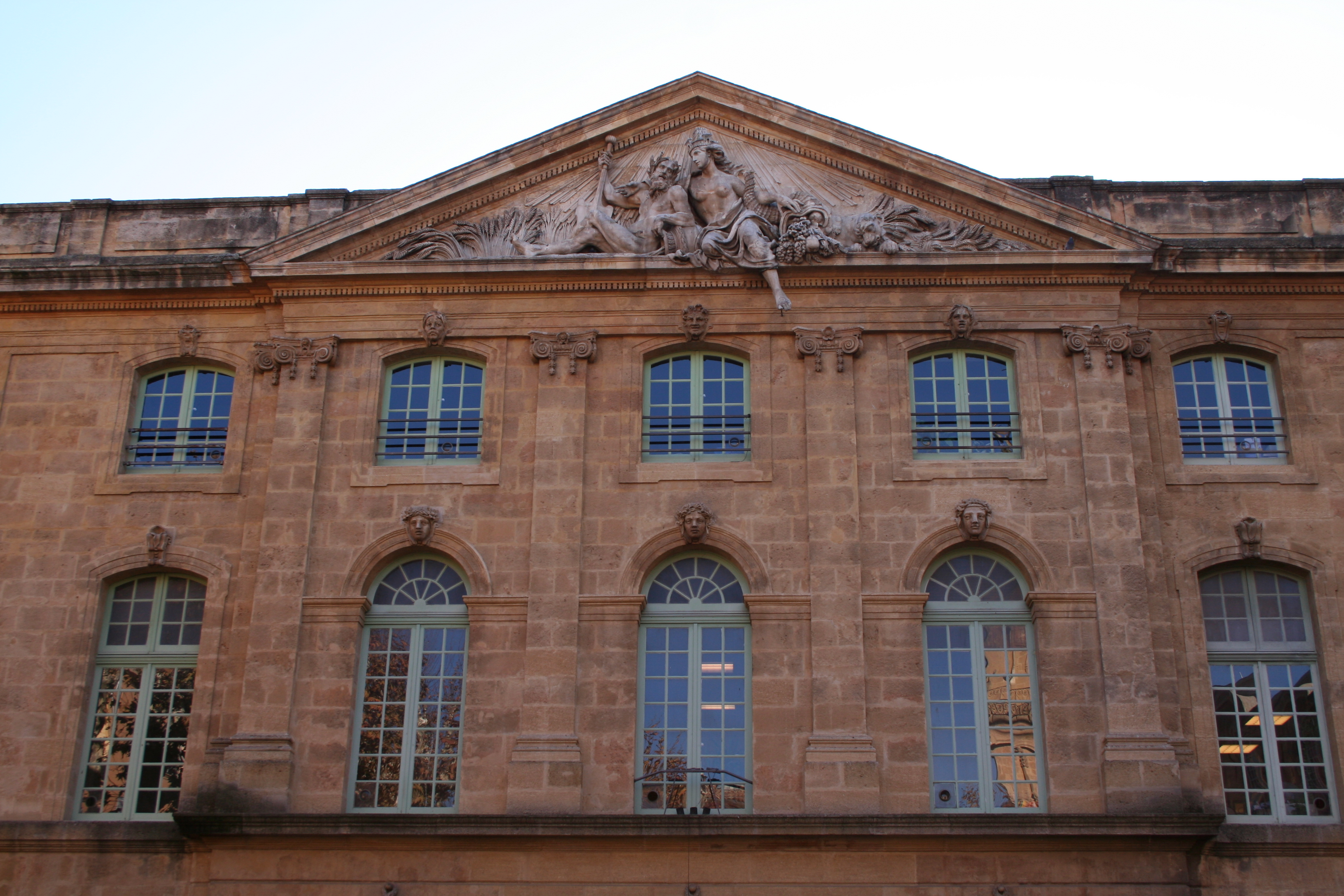
The Corn Exchange
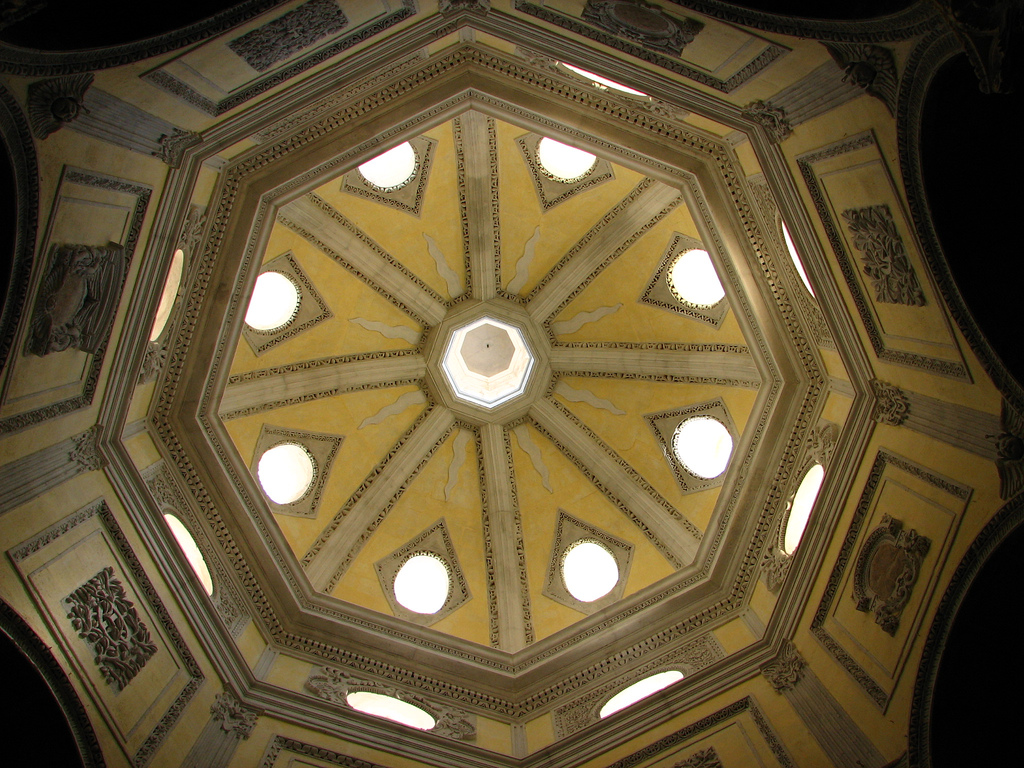
Cathedral Saint-Sauveur, Dome
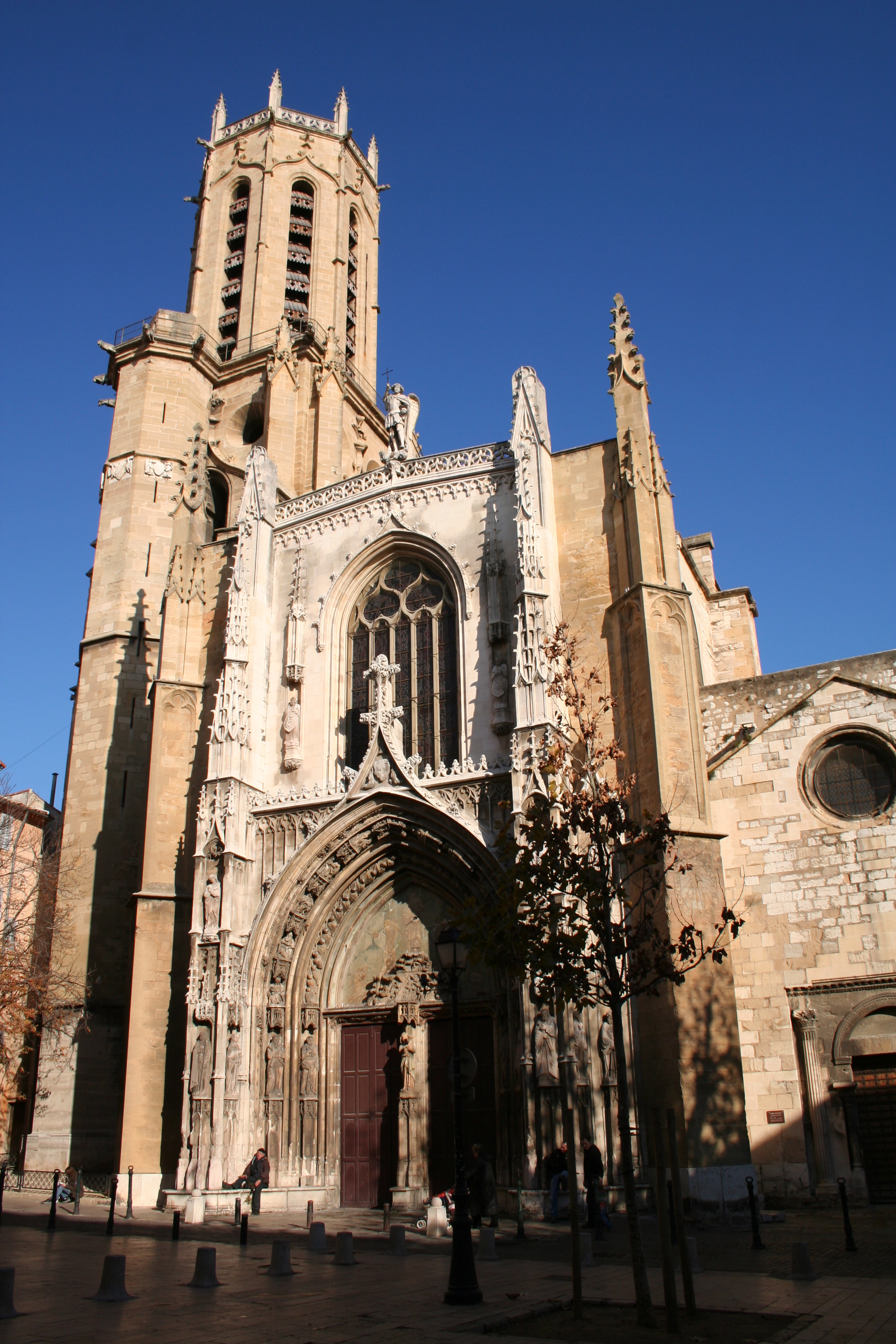
Cathedral Saint-Sauveur
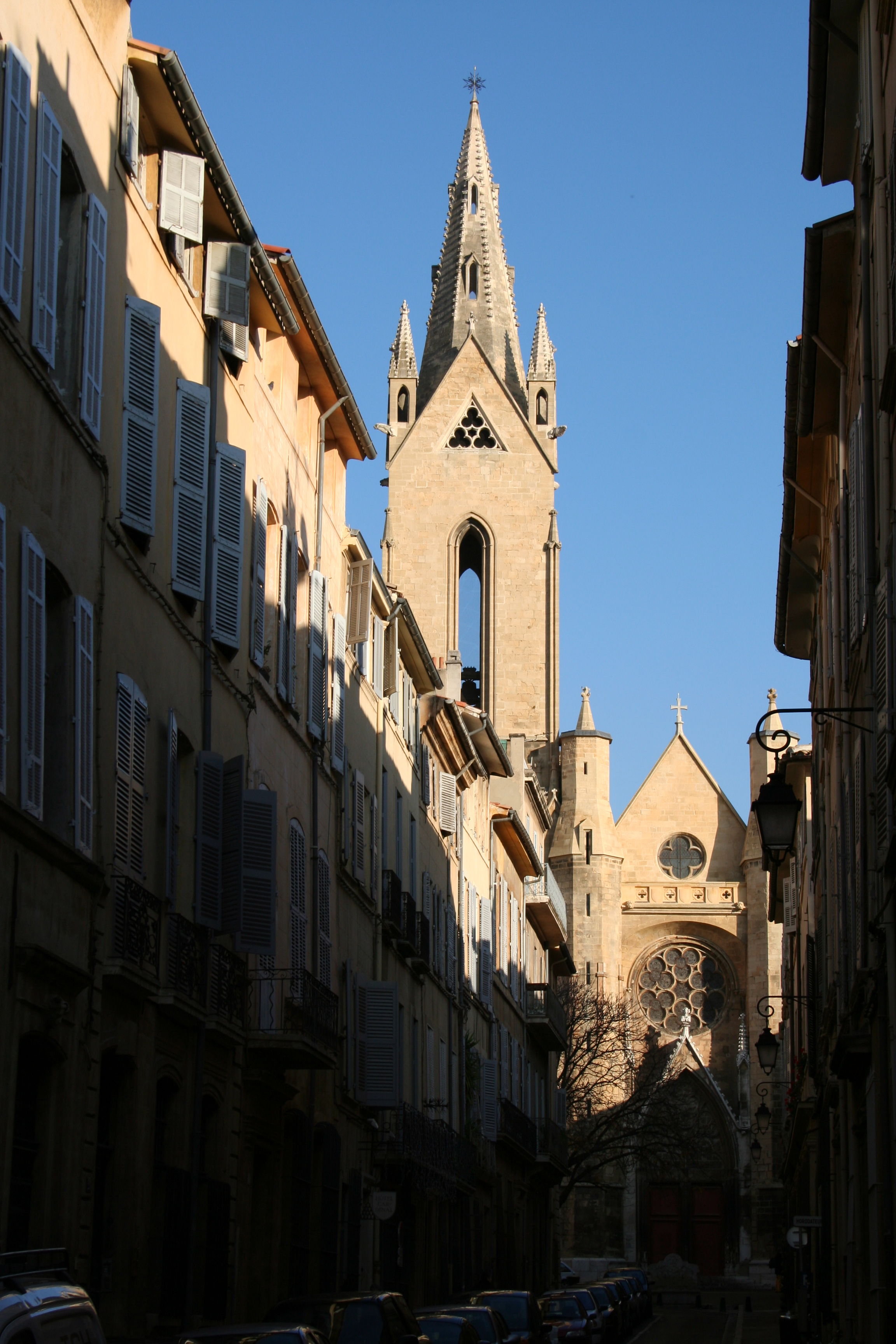
St Jean de Malte, rue Cardinale
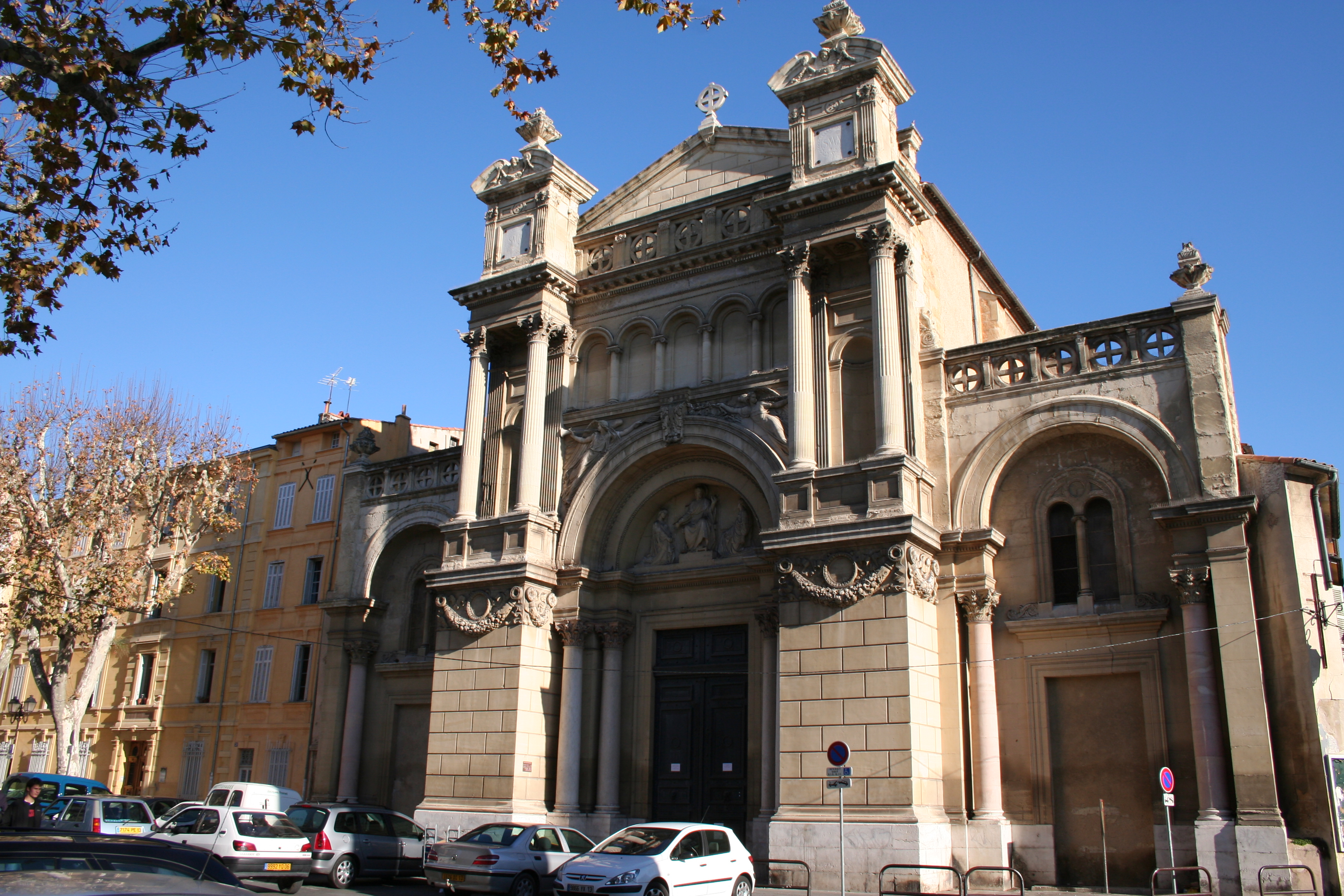
Eglise de la Madeleine, place des Precheurs
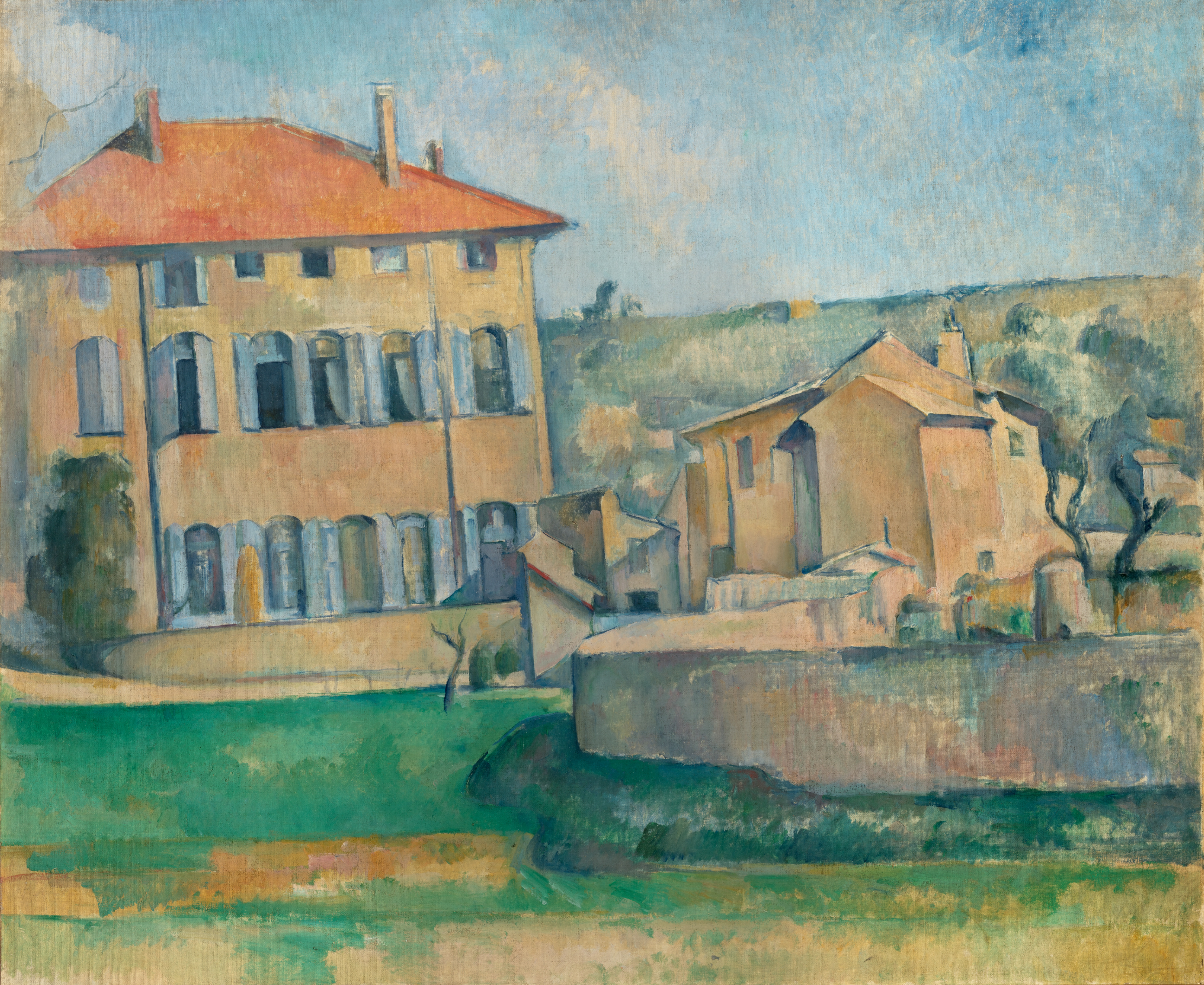
Jas de Bouffan, Paul Cezanne
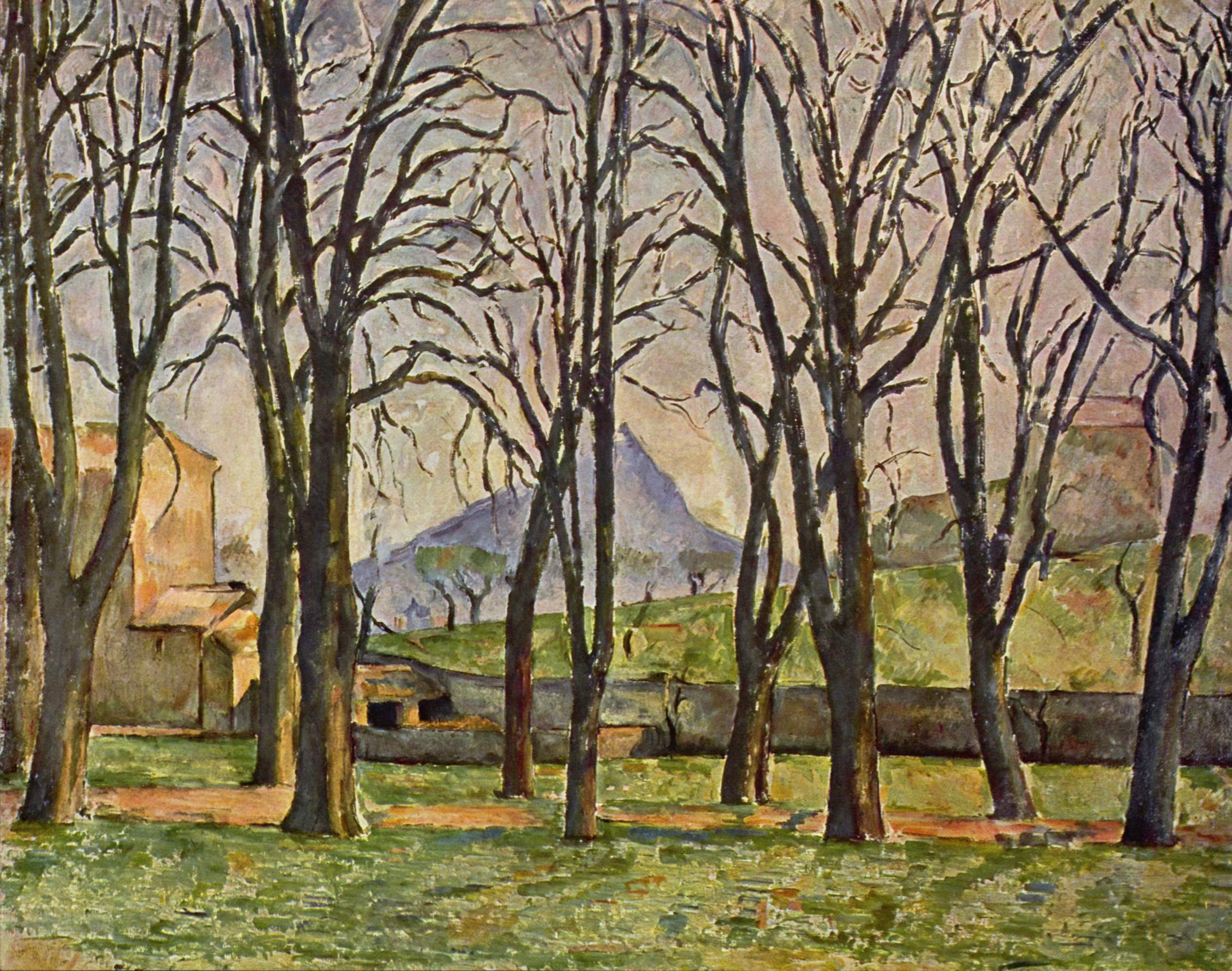
Jas de Bouffan, Paul Cezanne
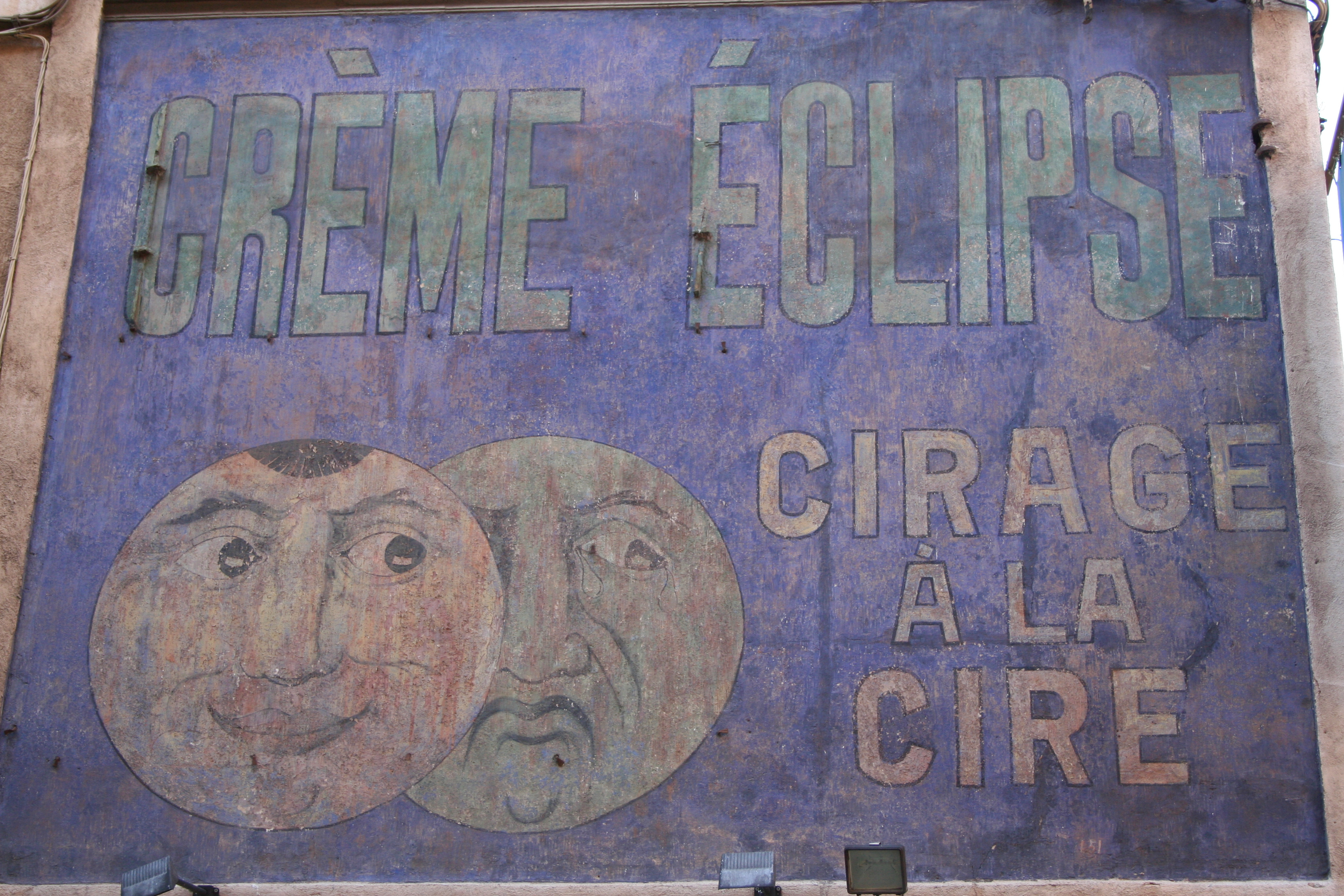
Mural advertisement
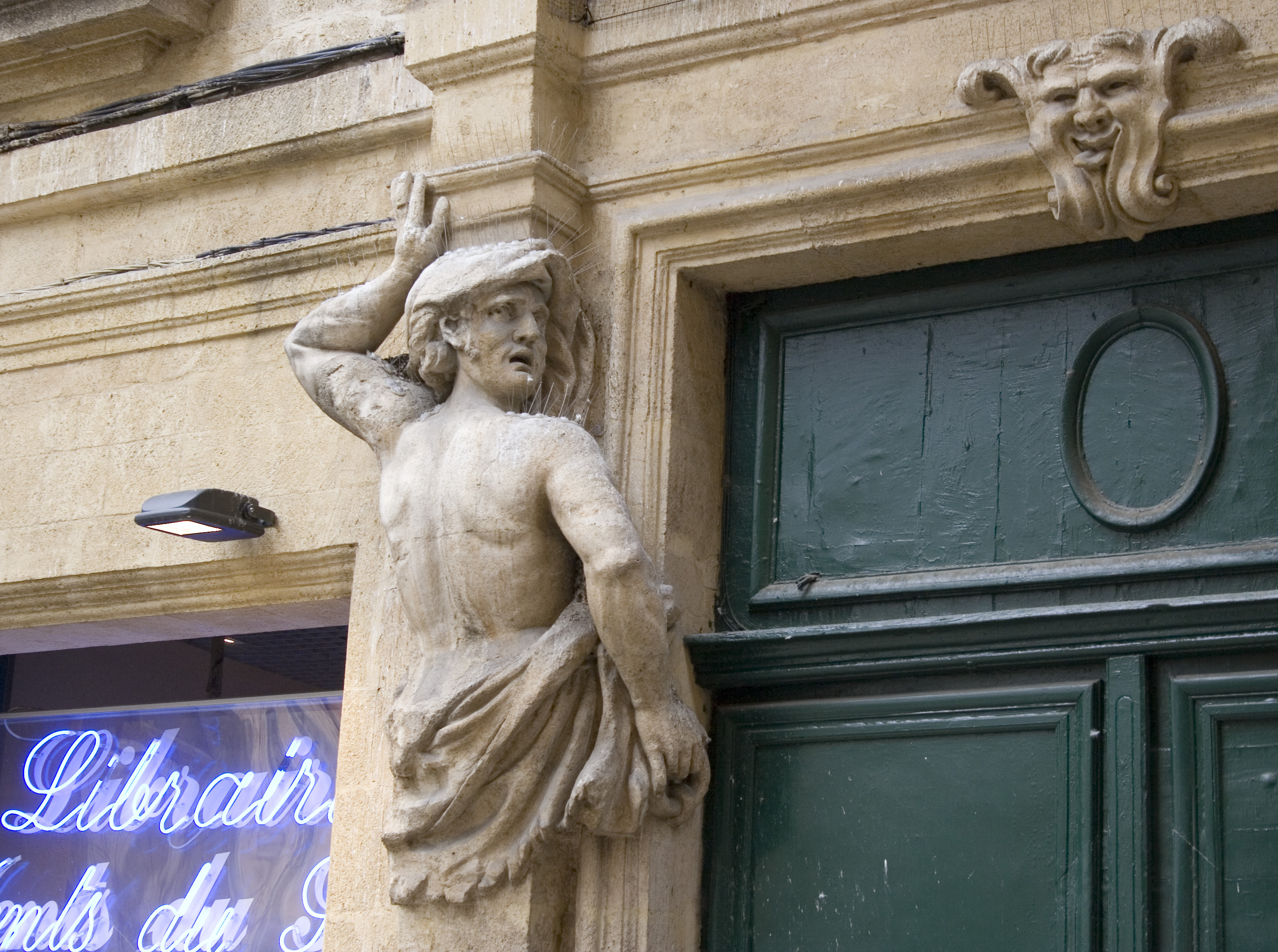
Atlas on a doorway in Aix
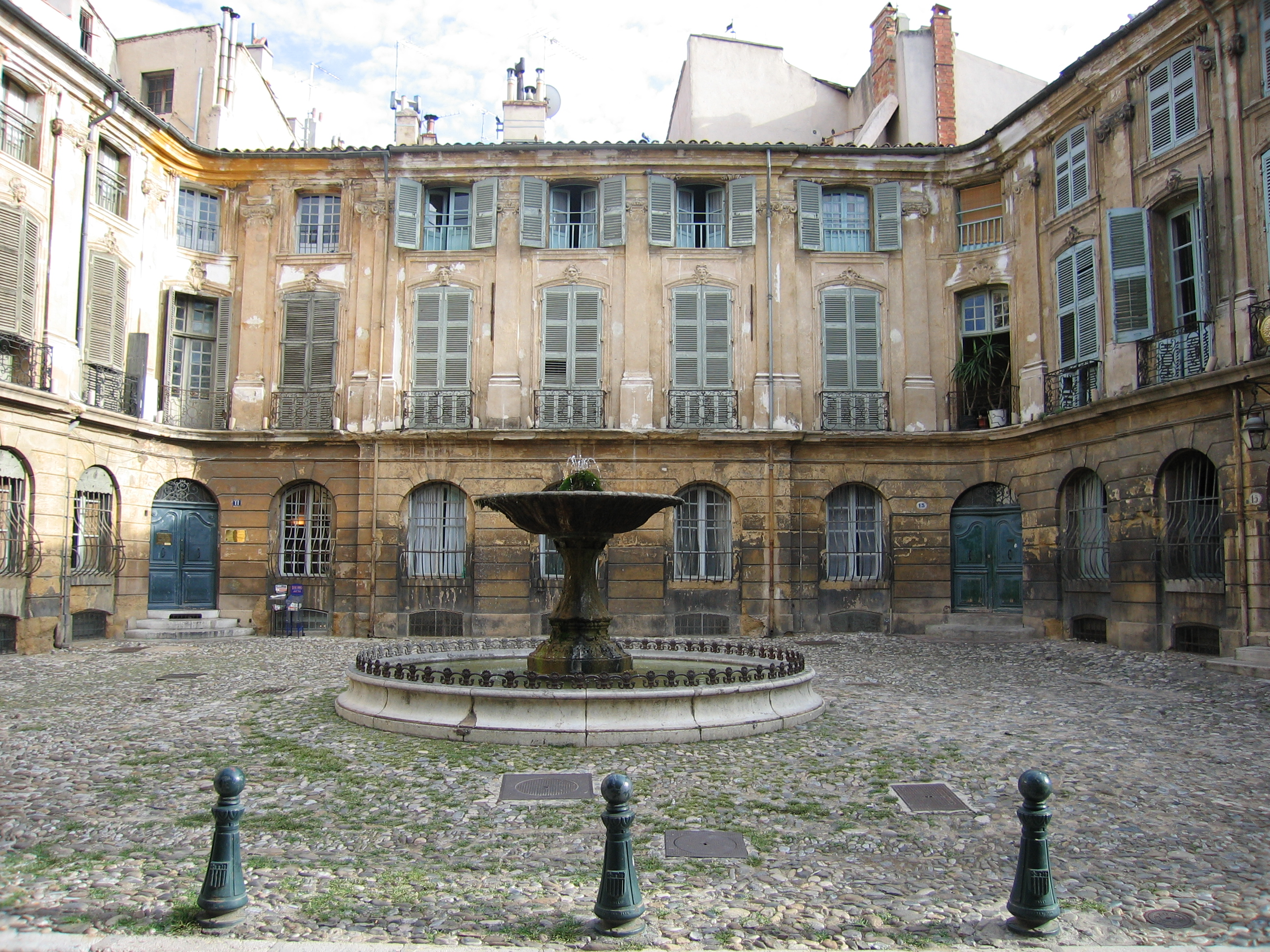
The place d'Albertas
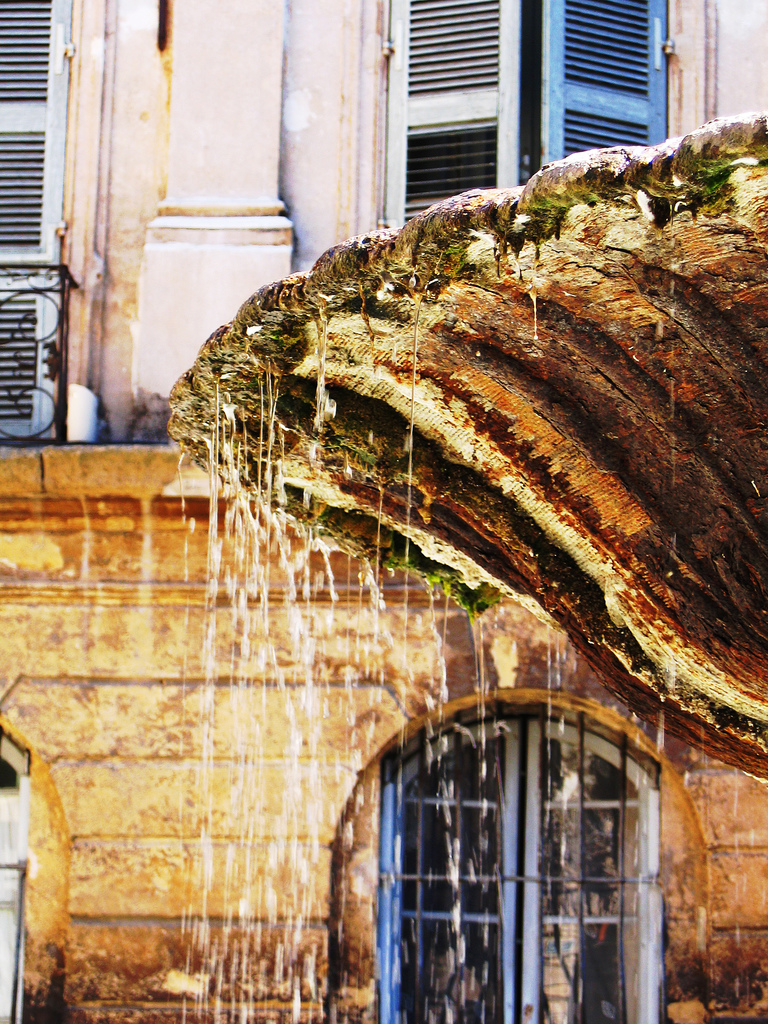
Fountain in the place d'Albertas
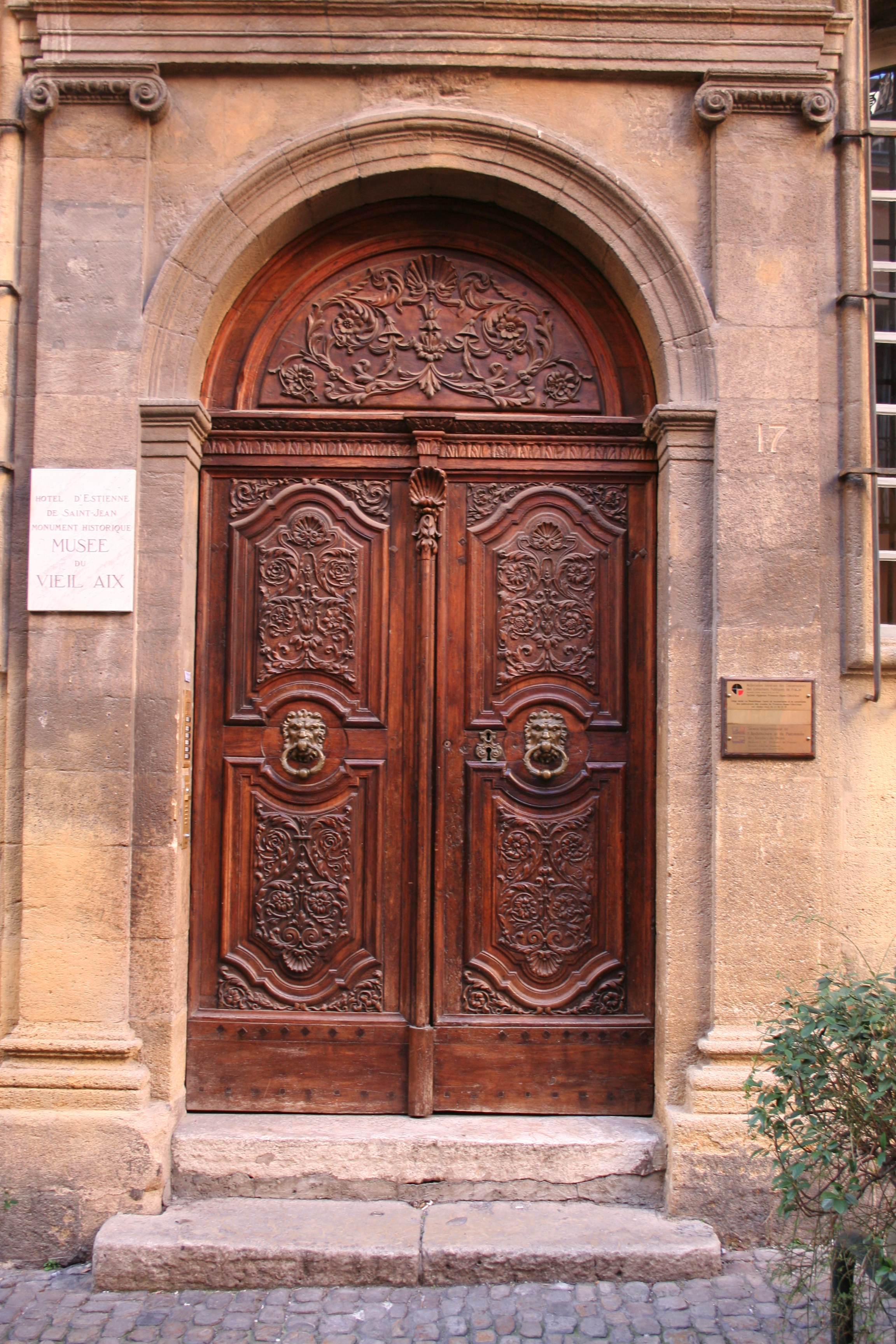
Door carving in Aix
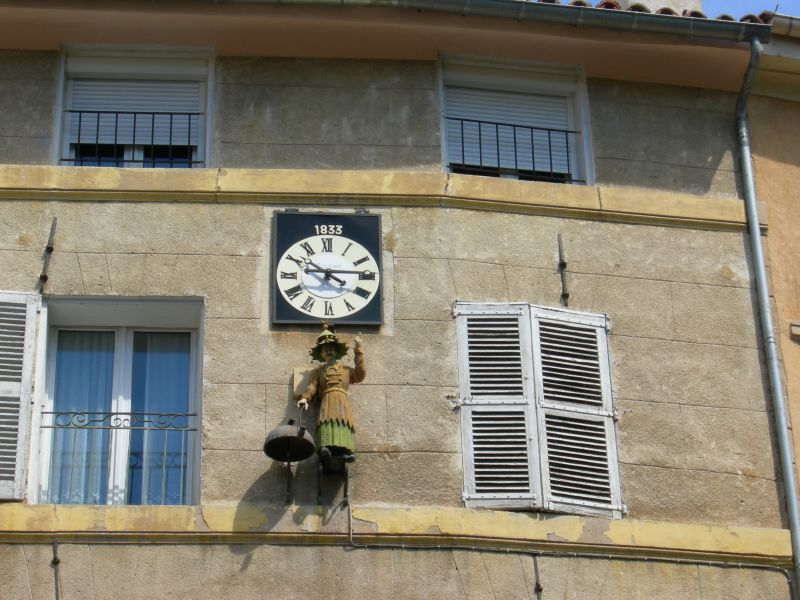
Mechanical clock, place des Precheurs
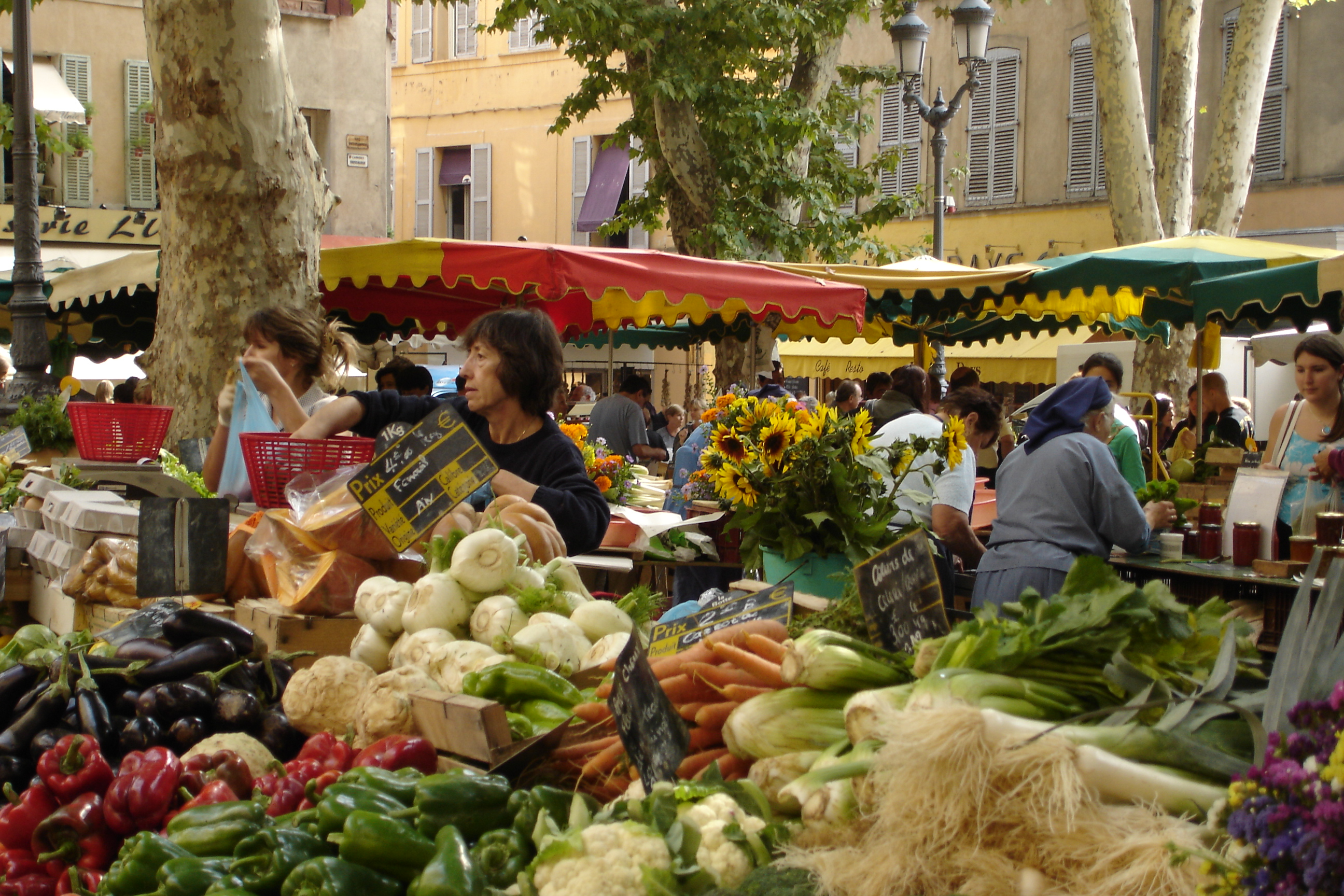
Daily vegetable market, place Richelme
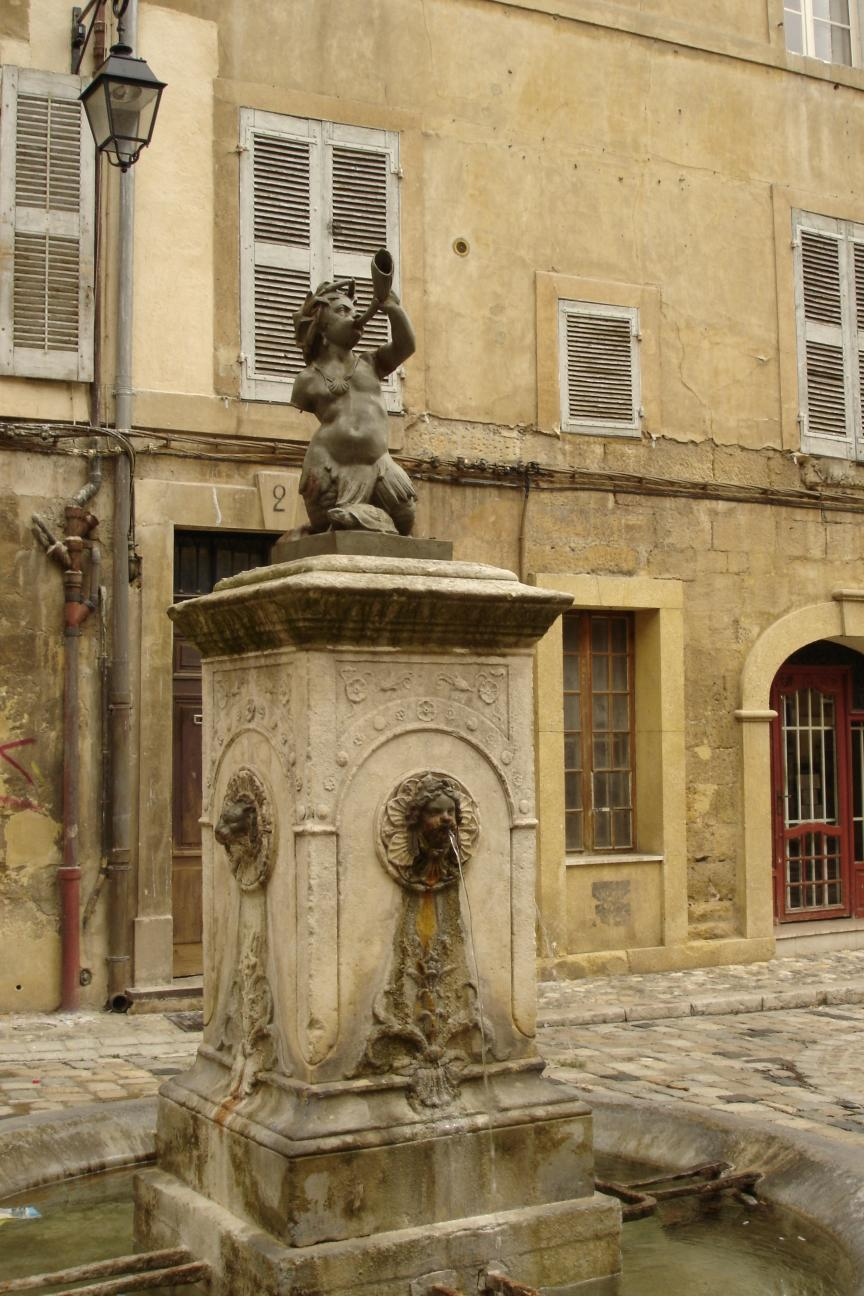
Baroque fountain in Aix
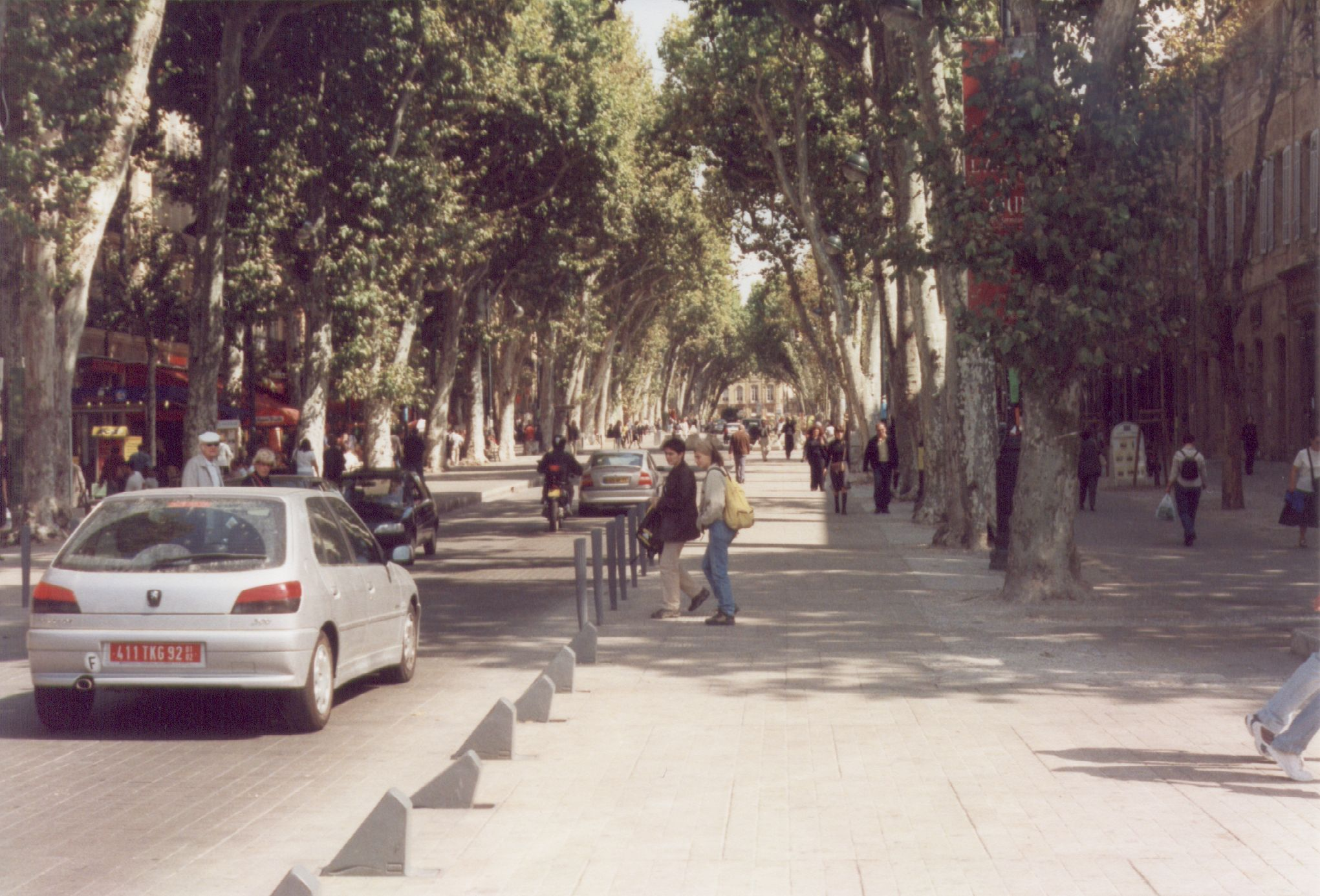
The cours Mirabeau
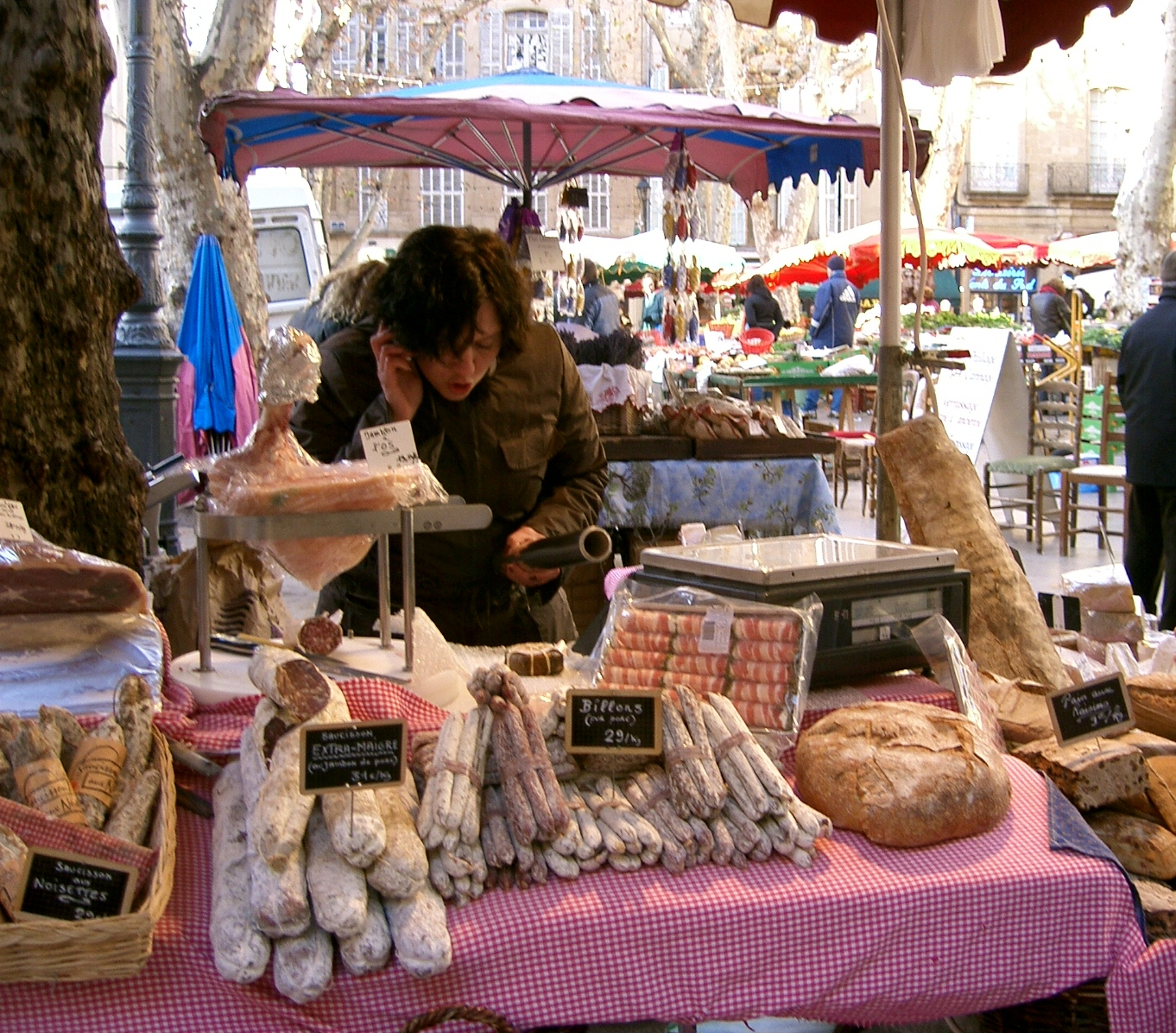
Provencal market
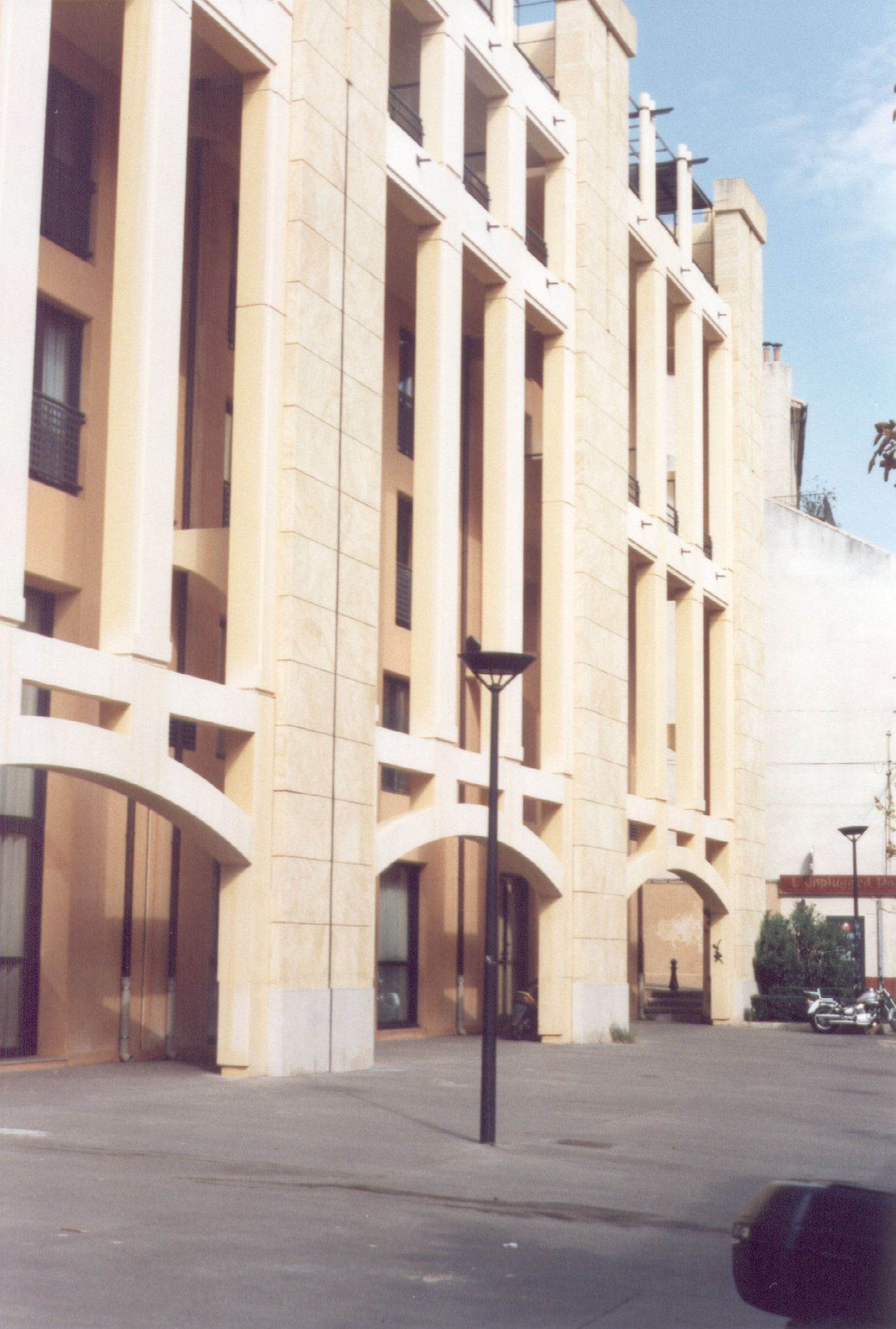
The modern spa in Aix